# Provincia Tindouf
Provincia Tindouf (în arabă ولاية تندوف‎) este o unitate administrativă de gradul I (wilaya) a Algeriei. Reședința sa este orașul Tindouf.